# Макух Василь Андрійович
Василь Андрійович Макух (25 лютого 1916, Піддубці, Томашівський повіт, Люблінське воєводство, Польща (нині с. Піддубне, Шептицький район, Львівська область, Україна) — 26 жовтня 1993, Трентон, Нью-Джерсі, США) — релігійний діяч української діаспори у США, отець митрат церкви Св. Йосафата у Трентоні.

## Життєпис
Василь Макух народився 25 лютого 1916 року в селі Піддубцях, що біля Угнова в Західній Україні, у релігійній патріотичній родині. Його батько Андрій і мати Текля з дому Матвієйко бажали бачити сина священником. Сестра Василя Макуха — Юлія стала Сестрою Мироносицею.
У 1927 році вступив до Академічної гімназії у Львові, яку закінчив у 1935 році з відзнакою. Після однорічного перебування в Духовній семінарії у Перемишлі їде до Риму, де в Папському університеті у 1943 році захищає докторат з теології, а 1948 року здобуває ступінь доктора філософії. В часі своїх наукових студій у 1946 році приймає рукоположення і з того часу виконує душпастирські обов'язки. У 1948 році керівництво УГКЦ скеровує його до Вашингтона і призначає ректором Духовної семінарії святого Йосафата. На цій посаді Василь Макух служить протягом 25 років. Будучи призначеним на різні парафії у США, у 1981 році о. мітрат др. Василь Макух стає парохом Церкви св. Йосафата в Трентоні, і на цій посаді служив до своєї смерті 26 жовтня 1993 року.
Отець Макух похований на українському цвинтарі в Лянґгорн у Пенсильванії.